# シェルバーン伯爵
シェルバーン伯爵（英語: Earl of Shelburne）は、アイルランド貴族の伯爵位。
過去に2回創設されており、第1期はアイルランド議会の議員初代シェルバーン男爵ヘンリー・ペティが1719年に叙されたのに始まるが、彼一代で絶えた。第2期はその甥であり、13世紀以来のアイルランド貴族の家系ケリー伯（ケリー＝リックナウ男爵）フィッツモーリス家の分流であるジョン・ペティ（旧姓フィッツモーリス）が1753年に叙されたのに始まる。その息子2代伯ウィリアム・ペティは、英国首相(在職1782-1783)を務め、首相退任後の1784年にランズダウン侯爵に叙された。以降はその従属爵位となる。本稿では前身のシェルバーン男爵位についても触れる。

## 歴史

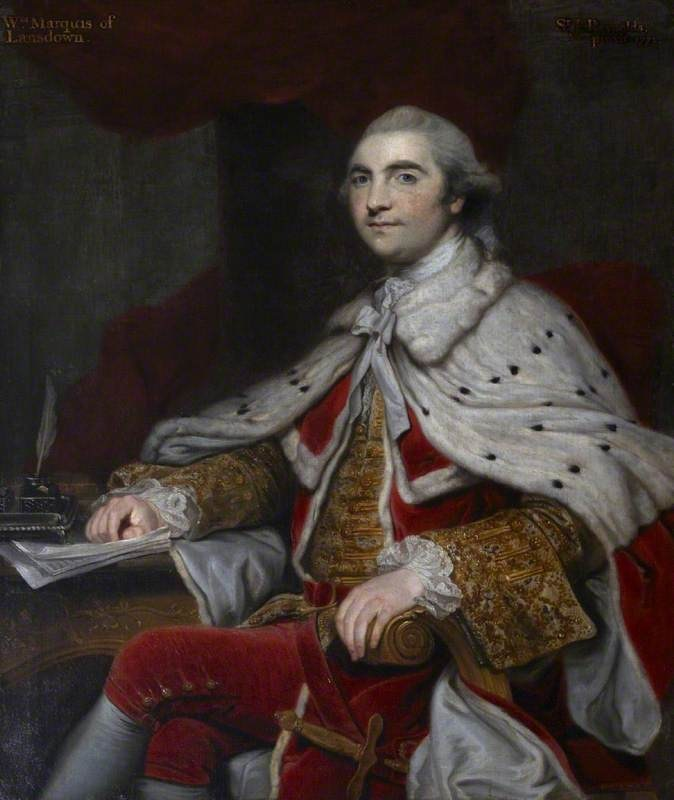
ジョシュア・レノルズ画の2代シェルバーン伯ウィリアム・ペティ（初代ランズダウン侯爵）

経済学者ウィリアム・ペティ(1623-1687)とその妻エリザベス・ペティ(旧姓ウォラー)(-1708)の間の次男チャールズ・ペティ(1673–1696)は、アイルランド議会の庶民院議員として活躍した後の1688年12月31日にアイルランド貴族爵位シェルバーン男爵に叙せられた。この際に母エリザベスにも一代限りの爵位として同じ爵位が与えられた。しかしチャールズに子供はなかったため、爵位は彼一代で絶えた。
初代シェルバーン男爵チャールズの弟(シェルバーン女男爵エリザベスの三男)であるヘンリー・ペティ(1675–1751)は、ホイッグ党の庶民院議員を務め、兄の死後の1699年10月26日にウェックスフォード県におけるシェルバーンのシェルバーン男爵（Baron Shelburne, of Shelburne in the County of Wexford）、1719年4月29日にシェルバーン伯爵（Earl of Shelburne）とダンケロン子爵（Viscount Dunkeron）に叙せられた（いずれもアイルランド貴族）。これが第1期のシェルバーン伯爵の創設である。しかしヘンリーの男子は子供を残さずに父に先立たったのでヘンリーの死とともにこれらの爵位は1代で消滅した。
初代シェルバーン男爵チャールズと初代シェルバーン伯爵ヘンリーの姉（シェルバーン女男爵エリザベスの長女）アン(-1737)は、13世紀以来代々ケリー＝リックナウ男爵位を保持してきたアイルランド貴族フィッツモーリス家の当主初代ケリー伯爵トマス・フィッツモーリス(1668-1741)にケリー伯爵位とケリー＝リックナウ男爵位は夫妻の長男ウィリアム・フィッツモーリス(1694-1747)が継承し、一方次男ジョン・フィッツモーリス(1706-1761)は、ホイッグ党の政治家として庶民院議員を務めた後、1751年に母方の姓ペティに改姓するとともにペティ家に由来する爵位を与えられていった。1751年10月7日にアイルランド貴族フィッツモーリス子爵(Viscount FitzMaurice)とダンケロン男爵(Baron Dunkerron)、1753年6月6日にアイルランド貴族シェルバーン伯爵(Earl of Shelburne)、1760年5月20日にグレートブリテン貴族バッキンガム州におけるチッピング・ウィコムのウィコム男爵(Baron Wycombe, of Chipping Wycombe in the County of Buckingham)に叙せられた。これが第2期のシェルバーン伯爵位の創設となる。
その息子である2代シェルバーン伯ウィリアム・ペティ(1737-1805)は、大ピットの派閥の後継者として政界で活躍し、1782年から1783年にかけて首相を務めている。彼の在任中にアメリカ独立戦争の仮講和条約の締結が行われている（この仮講和条約は議会の批准を得られなかったためシェルバーン伯内閣は総辞職に追い込まれたが、後続のフォックス＝ノース連立内閣によってパリ条約が締結されている）。彼は首相退任後の1784年12月6日にグレートブリテン貴族サマセット州におけるランズダウン侯爵(Marquess of Lansdowne, in the County of Somerset)、チッピング・ワイクームのワイクーム伯爵(Earl Wycombe of Chepping Wycombe)、ウィルト州におけるキャルネ＝キャルストン子爵(Viscount Calne and Calston, in the County of Wilts)に叙せられた。そのため以降のシェルバーン伯爵位はランズダウン侯爵位の従属爵位の一つとなった。

## 一覧

### シェルバーン男爵 (1688年)
- 初代シェルバーン男爵チャールズ・ペティ (1673–1696)
  - シェルバーン女男爵エリザベス・ペティ (-1708)（一代限り）

### シェルバーン伯 第1期 (1719年)
- 初代シェルバーン伯ヘンリー・ペティ (1675–1751) ： 初代ケリー伯トマス・フィッツモーリスの次男。1751年にペティに改姓

### シェルバーン伯  第2期 (1753年)
- 初代シェルバーン伯ジョン・ペティ (1706-1761) ： 旧姓フィッツモーリス。1751年にペティに改姓
- 2代シェルバーン伯ウィリアム・ペティ (1737-1805) ： 旧姓フィッツモーリス。1751年にペティに改姓
  - 1784年にランズダウン侯爵に叙される。以降ランズダウン侯爵参照

## 系図
| ケリー＝リックナウ男爵 フィッツモーリス家から                                          |                                                                                        |                                                                                        |                                                                                        |                                                                                        |                                                                                        |                                                                              |                                                                              |                                                                                            |                                                                                            |                                                                                            |                                                                                            |                                                                                            |                                                                                            |                                |                                |                                |                                |                          |                          |                                                 |                                                 |                                                 |                                                 |                                                 |                                                 |                               |                               |                               |                               |                                                     |                                                     |                                                     |                                                     |                                                     |                                                     |  |  |                                                 |                                                 |                                                 |                                                 |                                                 |                                                 |  |  |  |  |  |  |
|                                                                                        |                                                                                        |                                                                                        |                                                                                        |                                                                                        |                                                                                        |                                                                              |                                                                              |                                                                                            |                                                                                            |                                                                                            |                                                                                            |                                                                                            |                                                                                            |                                |                                |                                |                                |                          |                          | シェルバーン女男爵、1688年                      |                                                 |                                                 |                                                 |                                                 |                                                 |                               |                               |                               |                               |                                                     |                                                     |                                                     |                                                     |                                                     |                                                     |  |  |                                                 |                                                 |                                                 |                                                 |                                                 |                                                 |  |  |  |  |  |  |
| 20代ケリー＝リックナウ男爵 ウィリアム・フィッツモーリス (1633-1697)                    | 20代ケリー＝リックナウ男爵 ウィリアム・フィッツモーリス (1633-1697)                    | 20代ケリー＝リックナウ男爵 ウィリアム・フィッツモーリス (1633-1697)                    | 20代ケリー＝リックナウ男爵 ウィリアム・フィッツモーリス (1633-1697)                    | 20代ケリー＝リックナウ男爵 ウィリアム・フィッツモーリス (1633-1697)                    | 20代ケリー＝リックナウ男爵 ウィリアム・フィッツモーリス (1633-1697)                    |                                                                              |                                                                              |                                                                                            |                                                                                            |                                                                                            |                                                                                            | ウィリアム・ペティ (1623-1687)                                                             | ウィリアム・ペティ (1623-1687)                                                             | ウィリアム・ペティ (1623-1687) | ウィリアム・ペティ (1623-1687) | ウィリアム・ペティ (1623-1687) | ウィリアム・ペティ (1623-1687) |                          |                          | シェルバーン女男爵 エリザベス・ウォラー (-1708) | シェルバーン女男爵 エリザベス・ウォラー (-1708) | シェルバーン女男爵 エリザベス・ウォラー (-1708) | シェルバーン女男爵 エリザベス・ウォラー (-1708) | シェルバーン女男爵 エリザベス・ウォラー (-1708) | シェルバーン女男爵 エリザベス・ウォラー (-1708) |                               |                               |                               |                               |                                                     |                                                     |                                                     |                                                     |                                                     |                                                     |  |  |                                                 |                                                 |                                                 |                                                 |                                                 |                                                 |  |  |  |  |  |  |
| 20代ケリー＝リックナウ男爵 ウィリアム・フィッツモーリス (1633-1697)                    | 20代ケリー＝リックナウ男爵 ウィリアム・フィッツモーリス (1633-1697)                    | 20代ケリー＝リックナウ男爵 ウィリアム・フィッツモーリス (1633-1697)                    | 20代ケリー＝リックナウ男爵 ウィリアム・フィッツモーリス (1633-1697)                    | 20代ケリー＝リックナウ男爵 ウィリアム・フィッツモーリス (1633-1697)                    | 20代ケリー＝リックナウ男爵 ウィリアム・フィッツモーリス (1633-1697)                    |                                                                              |                                                                              |                                                                                            |                                                                                            |                                                                                            |                                                                                            | ウィリアム・ペティ (1623-1687)                                                             | ウィリアム・ペティ (1623-1687)                                                             | ウィリアム・ペティ (1623-1687) | ウィリアム・ペティ (1623-1687) | ウィリアム・ペティ (1623-1687) | ウィリアム・ペティ (1623-1687) |                          |                          | シェルバーン女男爵 エリザベス・ウォラー (-1708) | シェルバーン女男爵 エリザベス・ウォラー (-1708) | シェルバーン女男爵 エリザベス・ウォラー (-1708) | シェルバーン女男爵 エリザベス・ウォラー (-1708) | シェルバーン女男爵 エリザベス・ウォラー (-1708) | シェルバーン女男爵 エリザベス・ウォラー (-1708) |                               |                               |                               |                               |                                                     |                                                     |                                                     |                                                     |                                                     |                                                     |  |  |                                                 |                                                 |                                                 |                                                 |                                                 |                                                 |  |  |  |  |  |  |
|                                                                                        |                                                                                        |                                                                                        |                                                                                        |                                                                                        |                                                                                        |                                                                              |                                                                              |                                                                                            |                                                                                            |                                                                                            |                                                                                            |                                                                                            |                                                                                            |                                |                                |                                |                                |                          |                          |                                                 |                                                 |                                                 |                                                 |                                                 |                                                 |                               |                               |                               |                               |                                                     |                                                     |                                                     |                                                     |                                                     |                                                     |  |  |                                                 |                                                 |                                                 |                                                 |                                                 |                                                 |  |  |  |  |  |  |
|                                                                                        |                                                                                        |                                                                                        |                                                                                        |                                                                                        |                                                                                        |                                                                              |                                                                              |                                                                                            |                                                                                            |                                                                                            |                                                                                            |                                                                                            |                                                                                            |                                |                                |                                |                                |                          |                          |                                                 |                                                 |                                                 |                                                 |                                                 |                                                 |                               |                               |                               |                               |                                                     |                                                     |                                                     |                                                     |                                                     |                                                     |  |  |                                                 |                                                 |                                                 |                                                 |                                                 |                                                 |  |  |  |  |  |  |
| ケリー伯、1723年                                                                       | ケリー伯、1723年                                                                       | ケリー伯、1723年                                                                       | ケリー伯、1723年                                                                       | ケリー伯、1723年                                                                       | ケリー伯、1723年                                                                       |                                                                              |                                                                              |                                                                                            |                                                                                            |                                                                                            |                                                                                            |                                                                                            |                                                                                            |                                |                                | シェルバーン男爵、1688年       | シェルバーン男爵、1688年       | シェルバーン男爵、1688年 | シェルバーン男爵、1688年 | シェルバーン男爵、1688年                        | シェルバーン男爵、1688年                        |                                                 |                                                 | シェルバーン伯(第1期)、1719年                   | シェルバーン伯(第1期)、1719年                   | シェルバーン伯(第1期)、1719年 | シェルバーン伯(第1期)、1719年 | シェルバーン伯(第1期)、1719年 | シェルバーン伯(第1期)、1719年 |                                                     |                                                     |                                                     |                                                     |                                                     |                                                     |  |  |                                                 |                                                 |                                                 |                                                 |                                                 |                                                 |  |  |  |  |  |  |
| ケリー伯、1723年                                                                       | ケリー伯、1723年                                                                       | ケリー伯、1723年                                                                       | ケリー伯、1723年                                                                       | ケリー伯、1723年                                                                       | ケリー伯、1723年                                                                       | 初代ケリー伯 21代ケリー＝リックナウ男爵 トマス・フィッツモーリス (1668-1741) | 初代ケリー伯 21代ケリー＝リックナウ男爵 トマス・フィッツモーリス (1668-1741) | 初代ケリー伯 21代ケリー＝リックナウ男爵 トマス・フィッツモーリス (1668-1741)               | 初代ケリー伯 21代ケリー＝リックナウ男爵 トマス・フィッツモーリス (1668-1741)               | 初代ケリー伯 21代ケリー＝リックナウ男爵 トマス・フィッツモーリス (1668-1741)               | 初代ケリー伯 21代ケリー＝リックナウ男爵 トマス・フィッツモーリス (1668-1741)               |                                                                                            |                                                                                            | アン・ペティ (-1737)           | アン・ペティ (-1737)           | アン・ペティ (-1737)           | アン・ペティ (-1737)           | アン・ペティ (-1737)     | アン・ペティ (-1737)     | シェルバーン男爵、1688年                        | シェルバーン男爵、1688年                        |                                                 |                                                 | シェルバーン伯(第1期)、1719年                   | シェルバーン伯(第1期)、1719年                   | シェルバーン伯(第1期)、1719年 | シェルバーン伯(第1期)、1719年 | シェルバーン伯(第1期)、1719年 | シェルバーン伯(第1期)、1719年 | 初代シェルバーン男爵 チャールズ・ペティ (1673–1696) | 初代シェルバーン男爵 チャールズ・ペティ (1673–1696) | 初代シェルバーン男爵 チャールズ・ペティ (1673–1696) | 初代シェルバーン男爵 チャールズ・ペティ (1673–1696) | 初代シェルバーン男爵 チャールズ・ペティ (1673–1696) | 初代シェルバーン男爵 チャールズ・ペティ (1673–1696) |  |  | 初代シェルバーン伯 ヘンリー・ペティ (1675–1751) | 初代シェルバーン伯 ヘンリー・ペティ (1675–1751) | 初代シェルバーン伯 ヘンリー・ペティ (1675–1751) | 初代シェルバーン伯 ヘンリー・ペティ (1675–1751) | 初代シェルバーン伯 ヘンリー・ペティ (1675–1751) | 初代シェルバーン伯 ヘンリー・ペティ (1675–1751) |  |  |  |  |  |  |
|                                                                                        |                                                                                        |                                                                                        |                                                                                        |                                                                                        |                                                                                        | 初代ケリー伯 21代ケリー＝リックナウ男爵 トマス・フィッツモーリス (1668-1741) | 初代ケリー伯 21代ケリー＝リックナウ男爵 トマス・フィッツモーリス (1668-1741) | 初代ケリー伯 21代ケリー＝リックナウ男爵 トマス・フィッツモーリス (1668-1741)               | 初代ケリー伯 21代ケリー＝リックナウ男爵 トマス・フィッツモーリス (1668-1741)               | 初代ケリー伯 21代ケリー＝リックナウ男爵 トマス・フィッツモーリス (1668-1741)               | 初代ケリー伯 21代ケリー＝リックナウ男爵 トマス・フィッツモーリス (1668-1741)               |                                                                                            |                                                                                            | アン・ペティ (-1737)           | アン・ペティ (-1737)           | アン・ペティ (-1737)           | アン・ペティ (-1737)           | アン・ペティ (-1737)     | アン・ペティ (-1737)     |                                                 |                                                 |                                                 |                                                 |                                                 |                                                 |                               |                               |                               |                               | 初代シェルバーン男爵 チャールズ・ペティ (1673–1696) | 初代シェルバーン男爵 チャールズ・ペティ (1673–1696) | 初代シェルバーン男爵 チャールズ・ペティ (1673–1696) | 初代シェルバーン男爵 チャールズ・ペティ (1673–1696) | 初代シェルバーン男爵 チャールズ・ペティ (1673–1696) | 初代シェルバーン男爵 チャールズ・ペティ (1673–1696) |  |  | 初代シェルバーン伯 ヘンリー・ペティ (1675–1751) | 初代シェルバーン伯 ヘンリー・ペティ (1675–1751) | 初代シェルバーン伯 ヘンリー・ペティ (1675–1751) | 初代シェルバーン伯 ヘンリー・ペティ (1675–1751) | 初代シェルバーン伯 ヘンリー・ペティ (1675–1751) | 初代シェルバーン伯 ヘンリー・ペティ (1675–1751) |  |  |  |  |  |  |
|                                                                                        |                                                                                        |                                                                                        |                                                                                        |                                                                                        |                                                                                        |                                                                              |                                                                              |                                                                                            |                                                                                            |                                                                                            |                                                                                            |                                                                                            |                                                                                            |                                |                                | シェルバーン男爵廃絶           | シェルバーン男爵廃絶           | シェルバーン男爵廃絶     | シェルバーン男爵廃絶     | シェルバーン男爵廃絶                            | シェルバーン男爵廃絶                            |                                                 |                                                 | シェルバーン伯(第1期)廃絶                       | シェルバーン伯(第1期)廃絶                       | シェルバーン伯(第1期)廃絶     | シェルバーン伯(第1期)廃絶     | シェルバーン伯(第1期)廃絶     | シェルバーン伯(第1期)廃絶     |                                                     |                                                     |                                                     |                                                     |                                                     |                                                     |  |  |                                                 |                                                 |                                                 |                                                 |                                                 |                                                 |  |  |  |  |  |  |
|                                                                                        |                                                                                        |                                                                                        |                                                                                        |                                                                                        |                                                                                        |                                                                              |                                                                              |                                                                                            |                                                                                            |                                                                                            |                                                                                            |                                                                                            |                                                                                            |                                |                                | シェルバーン男爵廃絶           | シェルバーン男爵廃絶           | シェルバーン男爵廃絶     | シェルバーン男爵廃絶     | シェルバーン男爵廃絶                            | シェルバーン男爵廃絶                            |                                                 |                                                 | シェルバーン伯(第1期)廃絶                       | シェルバーン伯(第1期)廃絶                       | シェルバーン伯(第1期)廃絶     | シェルバーン伯(第1期)廃絶     | シェルバーン伯(第1期)廃絶     | シェルバーン伯(第1期)廃絶     |                                                     |                                                     |                                                     |                                                     |                                                     |                                                     |  |  |                                                 |                                                 |                                                 |                                                 |                                                 |                                                 |  |  |  |  |  |  |
|                                                                                        |                                                                                        |                                                                                        |                                                                                        |                                                                                        |                                                                                        |                                                                              |                                                                              |                                                                                            |                                                                                            |                                                                                            |                                                                                            |                                                                                            |                                                                                            |                                |                                |                                |                                |                          |                          |                                                 |                                                 |                                                 |                                                 |                                                 |                                                 |                               |                               |                               |                               |                                                     |                                                     |                                                     |                                                     |                                                     |                                                     |  |  |                                                 |                                                 |                                                 |                                                 |                                                 |                                                 |  |  |  |  |  |  |
|                                                                                        |                                                                                        |                                                                                        |                                                                                        |                                                                                        |                                                                                        |                                                                              |                                                                              | シェルバーン伯(第2期)、1753年                                                              |                                                                                            |                                                                                            |                                                                                            |                                                                                            |                                                                                            |                                |                                |                                |                                |                          |                          |                                                 |                                                 |                                                 |                                                 |                                                 |                                                 |                               |                               |                               |                               |                                                     |                                                     |                                                     |                                                     |                                                     |                                                     |  |  |                                                 |                                                 |                                                 |                                                 |                                                 |                                                 |  |  |  |  |  |  |
| 2代ケリー伯 22代ケリー＝リックナウ男爵 ウィリアム・フィッツモーリス (1694-1747)        | 2代ケリー伯 22代ケリー＝リックナウ男爵 ウィリアム・フィッツモーリス (1694-1747)        | 2代ケリー伯 22代ケリー＝リックナウ男爵 ウィリアム・フィッツモーリス (1694-1747)        | 2代ケリー伯 22代ケリー＝リックナウ男爵 ウィリアム・フィッツモーリス (1694-1747)        | 2代ケリー伯 22代ケリー＝リックナウ男爵 ウィリアム・フィッツモーリス (1694-1747)        | 2代ケリー伯 22代ケリー＝リックナウ男爵 ウィリアム・フィッツモーリス (1694-1747)        |                                                                              |                                                                              | 初代シェルバーン伯 ジョン・ペティ (旧姓フィッツモーリス) (1706-1761)                       | 初代シェルバーン伯 ジョン・ペティ (旧姓フィッツモーリス) (1706-1761)                       | 初代シェルバーン伯 ジョン・ペティ (旧姓フィッツモーリス) (1706-1761)                       | 初代シェルバーン伯 ジョン・ペティ (旧姓フィッツモーリス) (1706-1761)                       | 初代シェルバーン伯 ジョン・ペティ (旧姓フィッツモーリス) (1706-1761)                       | 初代シェルバーン伯 ジョン・ペティ (旧姓フィッツモーリス) (1706-1761)                       |                                |                                |                                |                                |                          |                          |                                                 |                                                 |                                                 |                                                 |                                                 |                                                 |                               |                               |                               |                               |                                                     |                                                     |                                                     |                                                     |                                                     |                                                     |  |  |                                                 |                                                 |                                                 |                                                 |                                                 |                                                 |  |  |  |  |  |  |
| 2代ケリー伯 22代ケリー＝リックナウ男爵 ウィリアム・フィッツモーリス (1694-1747)        | 2代ケリー伯 22代ケリー＝リックナウ男爵 ウィリアム・フィッツモーリス (1694-1747)        | 2代ケリー伯 22代ケリー＝リックナウ男爵 ウィリアム・フィッツモーリス (1694-1747)        | 2代ケリー伯 22代ケリー＝リックナウ男爵 ウィリアム・フィッツモーリス (1694-1747)        | 2代ケリー伯 22代ケリー＝リックナウ男爵 ウィリアム・フィッツモーリス (1694-1747)        | 2代ケリー伯 22代ケリー＝リックナウ男爵 ウィリアム・フィッツモーリス (1694-1747)        |                                                                              |                                                                              | 初代シェルバーン伯 ジョン・ペティ (旧姓フィッツモーリス) (1706-1761)                       | 初代シェルバーン伯 ジョン・ペティ (旧姓フィッツモーリス) (1706-1761)                       | 初代シェルバーン伯 ジョン・ペティ (旧姓フィッツモーリス) (1706-1761)                       | 初代シェルバーン伯 ジョン・ペティ (旧姓フィッツモーリス) (1706-1761)                       | 初代シェルバーン伯 ジョン・ペティ (旧姓フィッツモーリス) (1706-1761)                       | 初代シェルバーン伯 ジョン・ペティ (旧姓フィッツモーリス) (1706-1761)                       |                                |                                |                                |                                |                          |                          |                                                 |                                                 |                                                 |                                                 |                                                 |                                                 |                               |                               |                               |                               |                                                     |                                                     |                                                     |                                                     |                                                     |                                                     |  |  |                                                 |                                                 |                                                 |                                                 |                                                 |                                                 |  |  |  |  |  |  |
|                                                                                        |                                                                                        |                                                                                        |                                                                                        |                                                                                        |                                                                                        |                                                                              |                                                                              | ランズダウン侯、1784年                                                                     |                                                                                            |                                                                                            |                                                                                            |                                                                                            |                                                                                            |                                |                                |                                |                                |                          |                          |                                                 |                                                 |                                                 |                                                 |                                                 |                                                 |                               |                               |                               |                               |                                                     |                                                     |                                                     |                                                     |                                                     |                                                     |  |  |                                                 |                                                 |                                                 |                                                 |                                                 |                                                 |  |  |  |  |  |  |
| 3代ケリー伯 23代ケリー＝リックナウ男爵 フランシス トマス＝フィッツモーリス (1740-1818) | 3代ケリー伯 23代ケリー＝リックナウ男爵 フランシス トマス＝フィッツモーリス (1740-1818) | 3代ケリー伯 23代ケリー＝リックナウ男爵 フランシス トマス＝フィッツモーリス (1740-1818) | 3代ケリー伯 23代ケリー＝リックナウ男爵 フランシス トマス＝フィッツモーリス (1740-1818) | 3代ケリー伯 23代ケリー＝リックナウ男爵 フランシス トマス＝フィッツモーリス (1740-1818) | 3代ケリー伯 23代ケリー＝リックナウ男爵 フランシス トマス＝フィッツモーリス (1740-1818) |                                                                              |                                                                              | 2代シェルバーン伯 初代ランズダウン侯 ウィリアム・ペティ (旧姓フィッツモーリス) (1737-1805) | 2代シェルバーン伯 初代ランズダウン侯 ウィリアム・ペティ (旧姓フィッツモーリス) (1737-1805) | 2代シェルバーン伯 初代ランズダウン侯 ウィリアム・ペティ (旧姓フィッツモーリス) (1737-1805) | 2代シェルバーン伯 初代ランズダウン侯 ウィリアム・ペティ (旧姓フィッツモーリス) (1737-1805) | 2代シェルバーン伯 初代ランズダウン侯 ウィリアム・ペティ (旧姓フィッツモーリス) (1737-1805) | 2代シェルバーン伯 初代ランズダウン侯 ウィリアム・ペティ (旧姓フィッツモーリス) (1737-1805) |                                |                                |                                |                                |                          |                          |                                                 |                                                 |                                                 |                                                 |                                                 |                                                 |                               |                               |                               |                               |                                                     |                                                     |                                                     |                                                     |                                                     |                                                     |  |  |                                                 |                                                 |                                                 |                                                 |                                                 |                                                 |  |  |  |  |  |  |
| 3代ケリー伯 23代ケリー＝リックナウ男爵 フランシス トマス＝フィッツモーリス (1740-1818) | 3代ケリー伯 23代ケリー＝リックナウ男爵 フランシス トマス＝フィッツモーリス (1740-1818) | 3代ケリー伯 23代ケリー＝リックナウ男爵 フランシス トマス＝フィッツモーリス (1740-1818) | 3代ケリー伯 23代ケリー＝リックナウ男爵 フランシス トマス＝フィッツモーリス (1740-1818) | 3代ケリー伯 23代ケリー＝リックナウ男爵 フランシス トマス＝フィッツモーリス (1740-1818) | 3代ケリー伯 23代ケリー＝リックナウ男爵 フランシス トマス＝フィッツモーリス (1740-1818) |                                                                              |                                                                              | 2代シェルバーン伯 初代ランズダウン侯 ウィリアム・ペティ (旧姓フィッツモーリス) (1737-1805) | 2代シェルバーン伯 初代ランズダウン侯 ウィリアム・ペティ (旧姓フィッツモーリス) (1737-1805) | 2代シェルバーン伯 初代ランズダウン侯 ウィリアム・ペティ (旧姓フィッツモーリス) (1737-1805) | 2代シェルバーン伯 初代ランズダウン侯 ウィリアム・ペティ (旧姓フィッツモーリス) (1737-1805) | 2代シェルバーン伯 初代ランズダウン侯 ウィリアム・ペティ (旧姓フィッツモーリス) (1737-1805) | 2代シェルバーン伯 初代ランズダウン侯 ウィリアム・ペティ (旧姓フィッツモーリス) (1737-1805) |                                |                                |                                |                                |                          |                          |                                                 |                                                 |                                                 |                                                 |                                                 |                                                 |                               |                               |                               |                               |                                                     |                                                     |                                                     |                                                     |                                                     |                                                     |  |  |                                                 |                                                 |                                                 |                                                 |                                                 |                                                 |  |  |  |  |  |  |
|                                                                                        |                                                                                        |                                                                                        |                                                                                        |                                                                                        |                                                                                        |                                                                              |                                                                              | ランズダウン侯爵 ペティ＝フィッツモーリス家へ                                              |                                                                                            |                                                                                            |                                                                                            |                                                                                            |                                                                                            |                                |                                |                                |                                |                          |                          |                                                 |                                                 |                                                 |                                                 |                                                 |                                                 |                               |                               |                               |                               |                                                     |                                                     |                                                     |                                                     |                                                     |                                                     |  |  |                                                 |                                                 |                                                 |                                                 |                                                 |                                                 |  |  |  |  |  |  |